# Erika Rabau
Erika Rabau (* 23. Dezember 1940 in Danzig; † 10. April 2016 in Berlin) war eine deutsche Fotografin und Schauspielerin. Seit 1972 war sie offizielle Fotografin der Internationalen Filmfestspiele Berlin (Berlinale).

## Berufliche Entwicklung
Erika Rabau wuchs in Berlin auf und ging als 17-Jährige zunächst für einige Jahre nach Südamerika. In Buenos Aires arbeitete sie als Kamerafrau. Nach ihrer Rückkehr nach Europa zu Beginn der 1960er Jahre begann sie, professionell in Lichtsatz, Cadrage und Bildinszenierung ausgebildet, zu fotografieren. 1972 verpflichtete sie der damalige Berlinale-Direktor Alfred Bauer als offizielle Bilddokumentatorin für die Filmfestspiele.
Neben ihrer Tätigkeit als Fotografin ging sie wiederholt als Kleindarstellerin in Filmen von Rainer Werner Fassbinder mit mehr als 30 Nebenrollen, Ulrike Ottinger oder Wolf Gremm ihrem ursprünglichen Berufswunsch nach. 1987 spielte sie eine kleine Rolle in Wim Wenders’ Der Himmel über Berlin. In den Filmen von Lothar Lambert gehörte sie seit 1979 zur festen Besetzung.
Lambert porträtierte Rabau 2009 kurz in seinem Dokumentarfilm Alle meine Stehaufmädchen – Von Frauen, die sich was trauen. 2013–2015 drehte Lambert das Porträt Erika, mein Superstar oder Filmen bis zum Umfallen, der am 2. August 2015 in Berlin Premiere hatte.
2007 entstand unter der Regie von Samson Vincent der Dokumentarfilm Erika Rabau – Der Puck von Berlin.

## Auszeichnungen
Während ihrer langjährigen Arbeit bei der Berlinale wurde sie durch ihre Ausstrahlung und ihr Auftreten, (in schwarzem oder türkisfarbenem Lederfummel, überbordend mit Schmuck und Kameras behängt und schon von weitem durch ihre durchdringende Falsettstimme nicht zu überhören, und wenn doch, stolperte man garantiert über ihre Tasche, die sie wie einen Trollikoffer ohne Räder hinter sich herzog), selbst sehr schnell zu einer Marke des Filmfestivals. Dafür wurde sie 2004 für ihre Verdienste um die Internationalen Filmfestspiele mit einer Berlinale Kamera ausgezeichnet.

## Ausstellungen
- 2008: Erika Rabau – Eine Berlinerin mit ihrer Kamera. Bilder der Berliner Filmfestspiele 1963–1985 im Museum für Kommunikation, Berlin

## Bildbände
- Stars, die Gesichter der Berlinale, hrsg. v. Volker Oesterreich. Bostelmann & Siebenhaar, Berlin 2008. ISBN 978-3-936962-60-4